# VV DOS in het seizoen 1956/57
Het seizoen 1956/1957 was het derde jaar in het bestaan van de Utrechtse betaaldvoetbalclub DOS. De club kwam uit in de Eredivisie en eindigde daarin op de 10e plaats.

## Wedstrijdstatistieken

### Eredivisie
|       | Ajax  | Amsterdam | BVV   | Eindhoven | Elinkwijk | Sportclub Enschede | Feijenoord | Fortuna '54 | GVAV  | MVV   | NAC   | NOAD  | PSV   | Rapid JC | Sparta | VVV   | Willem II |
| ----- | ----- | --------- | ----- | --------- | --------- | ------------------ | ---------- | ----------- | ----- | ----- | ----- | ----- | ----- | -------- | ------ | ----- | --------- |
| Thuis | 0 – 2 | 3 – 2     | 1 – 3 | 0 – 1     | 2 – 3     | 1 – 4              | 4 – 0      | 3 – 1       | 7 – 1 | 1 – 2 | 4 – 1 | 3 – 1 | 2 – 8 | 2 – 0    | 2 – 3  | 1 – 3 | 4 – 1     |
| Uit   | 1 – 2 | 1 – 2     | 4 – 0 | 0 – 1     | 1 – 6     | 1 – 2              | 5 – 1      | 4 – 1       | 3 – 2 | 2 – 5 | 4 – 4 | 4 – 2 | 3 – 2 | 0 – 3    | 4 – 2  | 0 – 1 | 2 – 3     |

## Statistieken DOS 1956/1957

### Eindstand DOS in de Nederlandse Eredivisie 1956 / 1957
| Stand | Gespeeld | Gewonnen | Gelijk | Verloren | Punten | Doelpunten voor | Doelpunten tegen |
| ----- | -------- | -------- | ------ | -------- | ------ | --------------- | ---------------- |
| 10e   | 34       | 17       | 1      | 16       | 35     | 79              | 75               |

### Topscorers
| Competitie \| # \| Naam \| \| \| -------------------- \| -------------------- \| -- \| \| 1. \| Tonny van der Linden \| 27 \| \| 2. \| Dirk Lammers \| 20 \| \| 3. \| Gerrit Krommert \| 9 \| \| 4. \| Cor Luiten \| 7 \| \| 5. \| Henk Temming \| 4 \| \| 6. \| Andries Nagtegaal \| 3 \| \| 7. \| Luc Flad \| 2 \| \| 7. \| Huub van der Heyden \| 2 \| \| 7. \| Wim Visser \| 2 \| \| 10. \| Martin Okhuijsen \| 1 \| \| Onbekende doelpunten \| \| \| \| – \| Onbekend \| 2 \| \| Totaal \| Totaal \| 79 \| |                      |      |
| # | Naam                 | Goal |
| 1. | Tonny van der Linden | 27   |
| 2. | Dirk Lammers         | 20   |
| 3. | Gerrit Krommert      | 9    |
| 4. | Cor Luiten           | 7    |
| 5. | Henk Temming         | 4    |
| 6. | Andries Nagtegaal    | 3    |
| 7. | Luc Flad             | 2    |
| 7. | Huub van der Heyden  | 2    |
| 7. | Wim Visser           | 2    |
| 10. | Martin Okhuijsen     | 1    |
| Onbekende doelpunten |                      |      |
| – | Onbekend             | 2    |
| Totaal | Totaal               | 79   |

## Voetnoten
Ajax ·
Amsterdam ·
BVV ·
DOS ·
Eindhoven ·
Elinkwijk ·
Sportclub Enschede ·
Feijenoord ·
Fortuna '54 ·
GVAV ·
MVV ·
NAC ·
NOAD ·
PSV ·
Rapid JC ·
Sparta ·
VVV ·
Willem II